# El Muerto
El Muerto (también conocido, The Dead: The Aztec Zombie, en español El Muerto: El Zombi Azteca) es un superhéroe Mexicano creado por Javier Hernández y publicado por su compañía, Los Comex, en Whittier, California. Tuvo su primera aparición en la historia titulada Daze of the Dead: The Número Uno Edition, en febrero de 1998. El cómic cuenta la historia de Juan Estrada, un mexicano de 21 años que vive actual en Whittier, California nacido en la Ciudad de México, y que un día fue secuestrado y sacrificado por los dioses, volviendo un año después a la Tierra, con poderes sobrenaturales.

## Historia del personaje
Anticipando el Día de los Muertos, Juan se pone el traje del Mariachi muerto y se aplica también las marcas faciales tradicionales para tener una apariencia monstruosa. A su vez, se dibuja un tatuaje de un cráneo en el brazo. Sin saberlo, Juan se ha marcado con un antiguo símbolo de la Muerte Azteca, siendo marcado con un destino oscuro y trágico. Mientras manejaba el auto de un amigo, se estrella acabando con su vida en este mundo. De pronto Juan se despierta en Mictlán para encontrarse con el dios Azteca de la muerte, Mictlantecuhtli, al cual sin saber rindió homenaje con su tatuaje. Aquí, el viejo dios sacrifica a Juan en un ritual sagrado en el cual se le arranca el corazón del pecho y es puesto en un recipiente de yodo simbolizando la posesión por parte de Mictlantecuhtli del alma de Juan. Después de que el ritual es completado, Juan regresa a la tierra por medio de un peor relámpago, exactamente 1 año después de su muerte. Ahora es un muerto ambulante y su disfraz es su apariencia permanente. Como sus amigos y familia le han guardado de luto, no tiene a donde ir. Entonces se va para descubrir su destino, el porqué y cómo evitar que le suceda a otro.

### Poderes/Habilidades
- La habilidad de dar la vida a los humanos.
- Fuerza superhumana.
- Resistencia e invulnerabilidad.
- Regeneración..

## Adaptaciones
En 2007 se estrenó la película El Muerto protagonizada por Wilmer Valderrama y dirigida por Brian Cox en el festival de cine Latino de San Diego, California. Fue presentada en el festival de cine Whittier en donde ganó el premio a mejor película. La película fue distribuida en DVD por Echo Bridge Entertainment.